# Rhampsinitus cristatus
Rhampsinitus cristatus is een hooiwagen uit de familie echte hooiwagens (Phalangiidae).